# Belize-i labdarúgó-szövetség
A Belize-i labdarúgó-szövetség (angolul: Football Federation of Belize) Belize nemzeti labdarúgó-szövetsége. 1980-ban alapították. A szövetség szervezi a belize-i labdarúgó-bajnokságot, működteti a belize-i labdarúgó-válogatottat.